# Wilfrid Kaptoum
Wilfrid Jaures Kaptoum (Douala, 7 de julio de 1996) es un futbolista camerunés que juega como centrocampista en el Gimnàstic de Tarragona de la Primera Federación.

## Trayectoria

### F. C. Barcelona
En 2008, con 12 años, llegó a España para incorporarse a las categorías inferiores del FC Barcelona, después de su paso por la fundación de Samuel Eto'o. Fue cedido esa temporada al UE Sant Andreu, aunque jugó con el Barça el campeonato de Cataluña y el torneo de Brunete. 
Continuó ascendiendo categorías del conjunto azulgrana y en junio de 2014 fue ascendido al F. C. Barcelona "B". Jugó su primer partido como profesional el 23 de agosto de 2014, en segunda división en el encuentro que disputó con el Barça B contra el C. A. Osasuna. Esa temporada disputó solo tres partidos con este equipo.
En la temporada 2015-16 debutó en el F. C. Barcelona, en la fase de grupos de la Liga de Campeones de Europa ante el Bayer Leverkusen, en partido de trámite, cuando el F. C. Barcelona ya había logrado su pase a los octavos de final y el entrenador Luis Enrique decidió darle minutos con el primer equipo a los mejores exponentes de la cantera blaugrana.
El 10 de febrero de 2016 jugó también con el primer equipo en la Copa del Rey, en la vuelta de semifinales ante el Valencia CF, en la que logró anotar su primer gol con el primer equipo en lo que resultó un empate 1-1, el pase por resultado global fue para el club catalán. La temporada siguiente sufrió una lesión en el menisco de la rodilla izquierda, que le mantuvo 5 meses de baja y no dispuso de ficha en el Barcelona B, pero volvió a entrenar con el equipo desde el 6 de diciembre.

### Real Betis
El 29 de enero de 2018 rescindió su contrato con el Barcelona y fichó por el Betis, para reforzar el Betis Deportivo. Con el filial verdiblanco descendió y jugó en Tercera antes de dar el salto al primer equipo, donde tuvo algunas oportunidades. En noviembre del mismo año debutó con el primer equipo en partido de Copa contra el Racing de Santander. Debutó en la Liga el 3 de febrero de 2019, en el partido que disputó en el Benito Villamarín, el Real Betis contra el Atlético de Madrid, con victoria de su equipo por 1-0.
El 10 de enero de 2020, fue cedido a la Unión Deportiva Almería hasta final de temporada con opción a compra. El Almería no ejerció esa opción y volvió al Betis que en octubre de 2020 lo despidió, al igual que a su compañero Francis. Ambos denunciaron al Betis por lo que consideraban un despido improcedente.

### New England Revolution
En diciembre de 2020 fichó por New England Revolution de la MLS. Tras dos temporadas en el club de Boston, este decidió no ejercer la opción de prorrogar el contrato y quedó libre de nuevo.

### U. D. Las Palmas
El 13 de enero de 2023 firmó por la U. D. Las Palmas por lo que quedaba de temporada 2022-23. Durante esos meses ayudó al equipo a conseguir el ascenso a Primera División y en julio fichó por el AEK Larnaca después de no haber renovado su contrato.
En Chipre estuvo un año, mismo tiempo por el que se comprometió con el Panserraikos griego en julio de 2024. En agosto del año siguiente regresó al fútbol español después de incorporarse al Gimnàstic de Tarragona.

## Estadísticas

### Clubes
Actualizado a 5 de diciembre de 2024.
| Club                                  | Div.          | Temporada     | Liga  | Liga  | Copas nacionales | Copas nacionales | Copas nternacionales | Copas nternacionales | Total | Total |
| Club                                  | Div.          | Temporada     | Part. | Goles | Part.            | Goles            | Part.                | Goles                | Part. | Goles |
| ------------------------------------- | ------------- | ------------- | ----- | ----- | ---------------- | ---------------- | -------------------- | -------------------- | ----- | ----- |
| F. C. Barcelona "B" · España          | 2.ª           | 2014-15       | 3     | 1     | —                | —                | —                    | —                    | 3     | 1     |
| F. C. Barcelona "B" · España          | 2.ª B         | 2015-16       | 25    | 3     | —                | —                | —                    | —                    | 25    | 3     |
| F. C. Barcelona · España              | 1.ª           | 2015-16       | 0     | 0     | 2                | 1                | 1                    | 0                    | 3     | 1     |
| F. C. Barcelona · España              | Total club    | Total club    | 0     | 0     | 2                | 1                | 1                    | 0                    | 3     | 1     |
| F. C. Barcelona "B" · España          | 2.ª           | 2016-17       | 16    | 2     | —                | —                | —                    | —                    | 16    | 2     |
| F. C. Barcelona "B" · España          | 2.ª           | 2017-18       | 0     | 0     | —                | —                | —                    | —                    | 0     | 0     |
| F. C. Barcelona "B" · España          | Total club    | Total club    | 44    | 6     | 0                | 0                | 0                    | 0                    | 44    | 6     |
| Betis Deportivo Balompié · España     | 2.ª B         | 2017-18       | 12    | 0     | —                | —                | —                    | —                    | 12    | 0     |
| Betis Deportivo Balompié · España     | 3.ª           | 2018-19       | 5     | 0     | —                | —                | —                    | —                    | 5     | 0     |
| Betis Deportivo Balompié · España     | Total club    | Total club    | 17    | 0     | 0                | 0                | 0                    | 0                    | 17    | 0     |
| Real Betis Balompié · España          | 1.ª           | 2018-19       | 10    | 0     | 3                | 0                | 2                    | 0                    | 15    | 0     |
| Real Betis Balompié · España          | 1.ª           | 2019-20       | 5     | 0     | 1                | 1                | —                    | —                    | 6     | 1     |
| Real Betis Balompié · España          | Total club    | Total club    | 15    | 0     | 4                | 1                | 2                    | 0                    | 21    | 1     |
| U. D. Almería · España                | 2.ª           | 2019-20       | 8     | 0     | —                | —                | —                    | —                    | 8     | 0     |
| U. D. Almería · España                | Total club    | Total club    | 8     | 0     | 0                | 0                | 0                    | 0                    | 8     | 0     |
| New England Revolution Estados Unidos | 1.ª           | 2021          | 21    | 1     | —                | —                | —                    | —                    | 21    | 1     |
| New England Revolution Estados Unidos | 1.ª           | 2022          | 21    | 1     | 1                | 0                | 0                    | 0                    | 22    | 1     |
| New England Revolution Estados Unidos | Total club    | Total club    | 42    | 2     | 1                | 0                | 0                    | 0                    | 43    | 2     |
| U. D. Las Palmas · España             | 2.ª           | 2022-23       | 11    | 0     | —                | —                | —                    | —                    | 11    | 0     |
| U. D. Las Palmas · España             | Total club    | Total club    | 11    | 0     | 0                | 0                | 0                    | 0                    | 11    | 0     |
| AEK Larnaca Chipre                    | 1.ª           | 2023-24       | 14    | 0     | 2                | 0                | 3                    | 0                    | 19    | 0     |
| AEK Larnaca Chipre                    | Total club    | Total club    | 14    | 0     | 2                | 0                | 3                    | 0                    | 19    | 0     |
| Panserraikos · Grecia                 | 1.ª           | 2024-25       | 7     | 0     | 2                | 0                | ―                    | ―                    | 9     | 0     |
| Panserraikos · Grecia                 | Total club    | Total club    | 7     | 0     | 2                | 0                | 0                    | 0                    | 9     | 0     |
| Gimnàstic de Tarragona · España       | 1.ª F         | 2025-26       | 0     | 0     | 0                | 0                | ―                    | ―                    | 0     | 0     |
| Gimnàstic de Tarragona · España       | Total club    | Total club    | 0     | 0     | 0                | 0                | 0                    | 0                    | 0     | 0     |
| Total carrera                         | Total carrera | Total carrera | 158   | 8     | 11               | 2                | 6                    | 0                    | 175   | 10    |

Fuentes: BDFutbol, LaPreferente, Transfermarkt

## Palmarés

### Títulos nacionales
| Título                    | Club                        | País   | Año  |
| ------------------------- | --------------------------- | ------ | ---- |
| División de Honor Juvenil | F. C. Barcelona Juvenil "A" | España | 2014 |
| Copa del Rey              | F. C. Barcelona             | España | 2016 |

### Títulos internacionales
| Título                  | Club                        | Sede  | Año  |
| ----------------------- | --------------------------- | ----- | ---- |
| Liga Juvenil de la UEFA | F. C. Barcelona Juvenil "A" | Suiza | 2014 |